# In the Year 2525
«In the Year 2525 (Exordium and Terminus)» — сингл американського поп-рок-дуету Zager and Evans, який протримався на першому місці Billboard Hot 100 шість тижнів починаючи з 12 липня 1969 року. Пісня, написана Ріком Евансом ще в 1964 році, спочатку була випущена на регіональному лейблі Truth Records в 1968 році. Рік потому радіостанція Одеси (штат Техас) випустила диск з цією піснею, а незабаром вийшло його перевидання як національного синглу лейблом RCA Records, що і зробило композицію популярним хітом.

## Основна інформація
«In the Year 2525 (Exordium and Terminus)» починається зі слів «рік 2525, якщо чоловік ще живий, якщо жінка зможе вижити, вони, можливо, виявлять…». Наступні вірші описують історію майбутнього у 1010-річних інтервалах між 2525 і 6565 роками. Тривожні прогнози дані для кожного вибраного року. 3535 року, наприклад, всі дії людини, слова і думки будуть запрограмовані в таблетках.
Потім обраний часовий інтервал змінюється; протягом наступних двох строф, присвячених 7510, 8510 і 9595 рокам, тональність пісні поступово підвищується: спочатку ля-бемоль мінор, далі ля-мінор і, нарешті, сі-бемоль мінор. Пісня не має приспіву. Після зловісного звучання оркестрової музики звучать два останніх вірша.
Пісня описує кошмарні бачення майбутнього, поступову дегуманізацію людини під дією її винаходів. В тексті є посилання на Друге Пришестя (В 7510 році, якщо Бог існує, він прийде до того часу. Може, він подивиться навколо себе і скаже: «Напевно, настав час для Судного дня»).

## Кавер-версії
Пісня була переспівана щонайменше 60 разів на семи різних мовах. Найпомітніша версія «In the Year 2525» виконується італо-французькою поп-співачкою Далідою. Власні версії «In the Year 2525» виконували: у 1978 році — британська поп-група Visage, в 2009 — Ієн Браун для свого альбому My Way. Інший варіант пісні використовується як музична тема у науково-фантастичному серіалі «Клеопатра 2525». Він також фігурує в обох частинах другого сезону «Тисячоліття», де штучний вірус загрожує знищити людство. Крім того, пісня була перероблена готик-рок-групою Fields of the Nephilim. Свій варіант цієї пісні представила і група Laibach на альбомі NATO.

## У кінематографі
- «In the Year 2525» звучить на початкових титрах фільму «Тунельні щури» (Уве Болл, 2008)[12]

- Композиція служить музичною темою картини «Панове Бронко» (Джаред Хесс, 2009)[13].

- Серіал «Футурама» в епізоді «The Late Philip J. Fry» використовує пародію на пісню як музичне оформлення частини, де Бендер, Фрай і Професор подорожують у часі[14].

- У фільмі «Чужий 3» Мерфі співає цю пісню, коли чистить вентиляцію.

## Критика
- У 1991 році «In the Year 2525» посіла шосте місце в списку найгірших записів у жанрі рок-н-рол всіх часів (англ. the Worst Rock ’n’ Roll Records of All Time) за версією Джиммі Гутермана і О'Доннела з формулюванням «нерозумно і прісно, немов невдалі дублі „Ебботт та Костелло вирушають на Марс“» (англ. as silly and vapid as outtakes from Abbott & Costello Go to Mars)[15].

## Участь у хіт-парадах
| Charts (1969-70)                   | Peak position |
| ---------------------------------- | ------------- |
| Австралія (Kent Music Report)      | 2             |
| Канада (RPM) Top Singles           | 1             |
| Канада (RPM) Adult Contemporary    | 1             |
| Ірландія (IRMA)                    | 1             |
| Ірландія (FIMI)                    | 47            |
| Нова Зеландія (Listener)           | 1             |
| Велика Британія (UK Singles Chart) | 1             |
| US Billboard Hot 100               | 1             |
| US Billboard Adult Contemporary    | 1             |
| US Cash Box Top 100                | 1             |

| Чарт (1969)                 | Місце |
| --------------------------- | ----- |
| Австралія                   | 32    |
| Канада                      | 15    |
| Велика Британія             | 12    |
| US Billboard Hot 100        | 26    |
| US Billboard Easy Listening | 37    |
| US Cash Box                 | 11    |

| Чарт (1958-2018)     | Місце |
| -------------------- | ----- |
| US Billboard Hot 100 | 298   |